# Філіппов Григорій Андрійович
Григорій Андрійович Філіппов (рос. Григорий Андреевич Филиппов; нар. 22 лютого 1922, с. Щелканово (нині Сафоновський район Смоленської області) — пом. 3 грудня 2008, Москва) — боєць 610-го стрілецького полку 203-ї стрілецької дивізії 53-ї армії 2-го Українського фронту, сержант.

## Життєпис
Народився 22 лютого 1922 року в селі Щелканово нині Сафоновського району Смоленської області в сім'ї селянина. Росіянин. Член ВКП (б) / КПРС з 1944 року. У 1930 році з батьками переїхав до міста Москви. Тут закінчив 7 класів і курси гірських майстрів. Працював майстром на підприємстві металохімзахисту. У 1939 році прийшов на завод, нині ВАТ «Всеросійський інститут легких сплавів», працював підручним вальцювальника.
У січні 1942 року добровольцем пішов у Червону Армію, хоча міг отримати відстрочку. На Північно-Західному фронті брав участь у кровопролитних боях під Старою Русою. Пережив відступ, вихід з оточення. Був поранений, кілька місяців пролежав у госпіталі.
Після одужання потрапив вже на Сталінградський фронт. Під Калачем Григорій був вдруге поранений. Госпіталь, і знову — фронт. З боями він пройшов по Україні, Молдавії і Румунії. Відзначився в боях на території Угорщини.
У ніч на 7 листопада 1944 року з групою розвідників сержант Філіппов переправився через річку Тиса в районі селища Шаруда (південний захід від міста Тисафюред, Угорщина). Він першим увірвався у ворожу траншею. Воїни захопили важливий рубіж, з якого відбивали контратаки противника. У бою Філіппов гранатою підірвав бронетранспортер, використовуючи ворожий кулемет особисто знищив десятки гітлерівців. Двічі був поранений, але не залишив поля бою до підходу підкріплення.
Указом Президії Верховної Ради СРСР від 24 березня 1945 року за зразкове виконання завдань командування і проявлені мужність і героїзм у боях з німецько-фашистськими загарбниками сержанту Філіппову Григорію Андрійовичу присвоєно звання Героя Радянського Союзу з врученням ордена Леніна і медалі «Золота Зірка» (№ 7414).
З 1946 року лейтенант Г. А. Філіппов — в запасі. Працював гірничим майстром, і за мирну працю був нагороджений медаллю «За трудову відзнаку». Жив у Москві. Помер 3 грудня 2008 року. Похований у Москві на Ясинівському цвинтарі.

## Нагороди
Нагороджений орденами Леніна, Вітчизняної війни 1-го та 2-го ступенів, Червоної Зірки, Слави 3-го ступеня, медалями, двома іноземними орденами.